# Zamarada arguta
Zamarada arguta är en fjärilsart som beskrevs av Fletcher 1974. Zamarada arguta ingår i släktet Zamarada och familjen mätare. Inga underarter finns listade i Catalogue of Life.